# Bitte-Selgen
Bitte-Selgen er en novelle af Johannes V. Jensen. 
Novellen blev første gang udgivet i Julealbum 1905 og senere i 1910 i novellesamlingen Himmerlandshistorier. Tredie Samling.
I den første udgivelse havde novellen titlen Bitte-Selgens Tænder.
Den oprindelige slutning er omskrevet.
I julealbummet udkom den med en tegning af Theodor Kittelsen.
Novellen er relativt kort — i den gængse udgave spænder den over blot fire sider — men indeholder alligevel en sluttet fortælling der i sin helhed strækker sig over en lang tidsperiode. Umiddelbart omhandler historien et overnaturligt fænomen,[kilde mangler] men i slutningen bliver man i tvivl om, om der rent faktisk er foregået noget overnaturligt, eller det bare er tilfældigheder som af personerne i novellen er blevet tolket som noget overnaturligt. Novellens stil er ret tungsindig, som man kender et fra mange af Steen Steensen Blichers historier, men den har dog også glimt af den typiske Jensen’ske ironi og sarkasme,[kilde mangler] som også er meget karakteristisk for Thit Jensens forfatterskab.[kilde mangler]
Bitte-Selgen benytter in medias res som fortællegreb, — titelfiguren refereres til i novellens begyndelse uden at det er klart for førstegangslæseren hvem det er.
Senere i novellen springes der i tid, først mange år frem i tiden ("Hvor det nu er længe siden.").
Om Bitte-Selgen skrev Johannes Jørgensen: "Historien om 'Bitte-Seglen' er i sin tåreløse medfølelse, sin jydske ordknaphed noget at det mest gribende, der er skrevet på dansk", mens Leif Nedergaard betegnede novellen som "en bundtrist historie á la Maupassant's La petite Roque".
Johannes Møllehave argumenterer i En himmerlandsk mundfuld for at Himmerlandshistorier var påvirket af De islandske sagaer,
og til morens syner i Bitte-Selgen drager han en parallel til Njals saga hvor en gamle kvinde får syner om en brand.
Bitte-Selgen er ikke sjældent brugt som pensum eller eksamensstof i det danske gymnasium eller ved HF-uddannelsen. 
Den ses også i materiale rettet mod Folkeskolens ældste klasser.
Bitte-Selgen er indlæst af Karsten Pharao.